# Bret Garnett
Bret Garnett, né le 2 juillet 1967 à Honolulu, est un ancien joueur américain de tennis professionnel.

## Palmarès

### Titre en double messieurs
| No | Date       | Nom et lieu du tournoi               | Catégorie           | Dotation  | Surface    | Partenaire   | Finalistes             | Score    |  |
| -- | ---------- | ------------------------------------ | ------------------- | --------- | ---------- | ------------ | ---------------------- | -------- |  |
| 1  | 13-07-1992 | Legg Mason Tennis Classic Washington | Championship Series | 490 000 $ | Dur (ext.) | Jared Palmer | Ken Flach Todd Witsken | 6-2, 6-3 |  |

### Finales en double messieurs
| No | Date       | Nom et lieu du tournoi                          | Catégorie    | Dotation  | Surface      | Vainqueurs                     | Partenaire       | Score         |  |
| -- | ---------- | ----------------------------------------------- | ------------ | --------- | ------------ | ------------------------------ | ---------------- | ------------- |  |
| 1  | 06-05-1991 | US Men's Clay Court Championship Charlotte (NC) | World Series | 215 000 $ | Terre (ext.) | Rick Leach Jim Pugh            | Greg Van Emburgh | 6-3, 2-6, 6-3 |  |
| 2  | 21-10-1991 | Philips Open Guarujá                            | World Series | 125 000 $ | Dur (ext.)   | Jacco Eltingh Paul Haarhuis    | Todd Nelson      | 6-3, 7-5      |  |
| 3  | 04-05-1992 | US Men's Clay Court Championship Charlotte (NC) | World Series | 225 000 $ | Terre (ext.) | Steve DeVries David Macpherson | Jared Palmer     | 6-4, 7-6      |  |

## Autres performances
- Quart de finale en double à l'Open d'Australie 1993 avec T.J. Middleton.